# Trait estonien
Le Trait estonien (estonien : eesti raskeveohobune) est une race de chevaux de trait originaire d'Estonie, en particulier de Rakvereast. Son stud-book a été créé en 1922.

## Histoire
Son nom original en estonien est Eesti raskeveohobune, il est également nommé « Estonien de trait lourd »,, « Ardennais estonien » et Esto-Arden,. 
La demande en chevaux de traction lourde au milieu du XIXe siècle pousse à croiser le cheval Estonien natif avec des races de trait. De 1862 à 1935, des juments estoniennes sont croisées avec des étalons de race Ardennais, Ardennais suédois, et plus rarement Clydesdale et Shire. 
Le stud-book est créé en 1922. La race est officiellement reconnue en 1953. Des années 1950 à 1970, entre 5 et 20 % de l'influence sur le Trait estonien provient d'étalons Trait soviétique. Il existe à l'origine 8 lignées. En 2004, 4 lignées différentes sont répertoriées, et 42 juments sont actives dans l'élevage.

## Description
La base de données DAD-IS cite une taille moyenne de 1,57 m chez les femelles et 1,61 m chez les mâles, pour un poids moyen respectif de 640 et 680 kg. Le guide Delachaux annonce une fourchette de taille de 1,48 m à 1,66 m, pour un poids de 650 à 700 kg. Le poids de naissance est situé entre 55 et 60 kg.
La tête est longue, avec un front large. L'encolure est plutôt courte et musclée. Le dos est large et court. La qualité de la corne des pieds peut être insuffisante. 
Les robes les plus courantes sont le bai, l'alezan sous toutes ses nuances, et le noir, souvent avec des pommelures,. 
Ce cheval est réputé calme et de longue durée, particulièrement adapté au terrain et au climat du Nord estonien,. Les animaux sont généralement élevés de façon stationnaire. La conservation de la race est assurée par la société des éleveurs de chevaux d'Estonie. 

## Utilisations
C'est un cheval de traction lourde. 

## Diffusion de l'élevage
La race est propre à Viru-Est et Viru-Ouest. La population est très réduite, avec seulement 400 chevaux recensés en 1994, sans programme de conservation, et tendance à la baisse. La base de données DAD-IS n'indique pas de niveau de menace (2018). En 2007, l'effectif était situé dans une fourchette entre 100 et 200 individus. 